# Oliver Cook
Oliver Cook (* 5. Juni 1990 in Manchester) ist ein britischer Ruderer. Er war Weltmeister 2016 und Europameister 2019.

## Karriere
Cook belegte 2012 den vierten Platz im Vierer ohne Steuermann bei den U23-Weltmeisterschaften. Bei den Europameisterschaften 2012 ruderte er mit dem britischen Achter auf den fünften Platz. 2013 gewann er mit dem Achter beim Ruder-Weltcup in Eton. Bei den Weltmeisterschaften 2013 ruderte er mit James Foad im Zweier ohne Steuermann und belegte den siebten Platz. 2014 startete er bei den Europameisterschaften in Belgrad wieder im Achter, der in der Besetzung Scott Durant, Oliver Cook, Philip Congdon, Matthew Gotrel, Peter Reed, William Satch, Matthew Tarrant, James Foad und Steuermann Phelan Hill Bronze gewann hinter dem Deutschland-Achter und den Russen. Danach gehörte er nicht mehr zur britischen A-Mannschaft und nahm auch nicht an den Olympischen Spielen 2016 teil. Bei den Weltmeisterschaften 2016 in den nicht-olympischen Bootsklassen siegte er zusammen mit Callum McBrierty und Steuermann Henry Fieldman im Zweier mit Steuermann.
Cook hat ein Studium an der London School of Economics abgeschlossen und gehört dem University of London Boat Club an. 2017 ruderte er gleichwohl zusammen mit seinem Bruder Jamie im siegreichen Achter von Oxford beim Boat Race. Bei den Weltmeisterschaften 2017 saß er ebenfalls im Achter, der aber das Finale verpasste. 2018 belegte er zusammen mit Matthew Rossiter im Zweier den fünften Platz bei den Weltcup-Regatten in Linz und Luzern. Bei den Europameisterschaften in Glasgow erreichten die beiden den siebten Platz, in Plowdiw bei den Weltmeisterschaften 2018 ruderten die beiden auf den achten Platz.
2019 wechselten Cook und Rossiter in den Vierer ohne Steuermann. Zusammen mit Rory Gibbs und Sholto Carnegie siegten sie bei den Europameisterschaften in Luzern vor den Polen und den Deutschen. Im Weltcup belegten die Briten den vierten Platz in Posen und den zweiten Platz in Rotterdam. Ende August bei den Weltmeisterschaften in Linz siegten die Polen vor den Rumänen, dahinter erruderten die Briten die Bronzemedaille. 2021 gewann der britische Vierer bei den Europameisterschaften in Varese vor den Rumänen und den Italienern. Bei den Olympischen Spielen in Tokio belegte der britische Vierer den vierten Platz.